# Jeonjaegyu Hill
Der Jeonjaegyu Hill ist ein 171 m hoher Hügel auf King George Island im Archipel der Südlichen Shetlandinseln. Auf der Barton-Halbinsel ragt er westnordwestlich des Goguryeo Hill auf.
Südkoreanische Wissenschaftler benannten ihn nach einem verstorbenen Kollegen.